# Quercus sadleriana
Quercus sadleriana — вид рослин з родини букових (Fagaceae); ендемік штатів Орегон і Каліфорнія, США.

## Опис

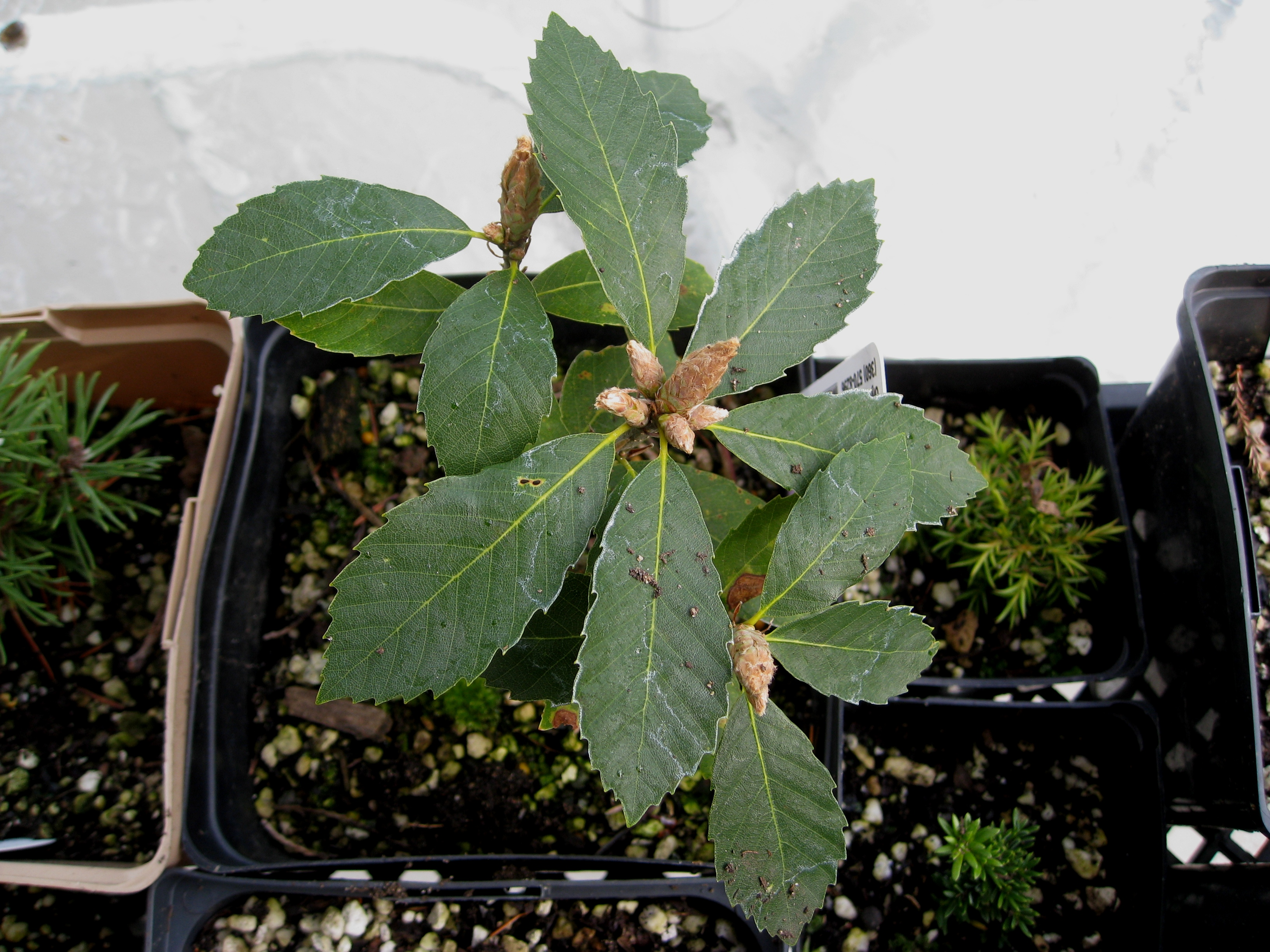
листки

Це вічнозелений кущ заввишки від 1 до 3 м, кореневищний. Кора сіра, гладка. Гілочки червонуваті або коричневі, голі, іноді рідко запушені навколо бруньок. Листки обернено-яйцюваті або еліптичні, 8–14 × 3.5–8 см, вічнозелені або майже так, товсті; верхівка загострена; основа округла; краї зубчасті; верх темно-зелений, голий; низ блідо-зелений, трохи волохатий (зірчасті волоски); ніжка листка гола, жовта, 1.5–2.5 см. Квітне навесні. Жолуді поодинокі або парні, майже сидячі; горіх світло-коричневий, яйцюватий або майже кулястий, 15–20 × 10–15 мм; чашечка напівкуляста або воронкоподібна, глибиною 7–9 мм і шириною 10–18 мм; дозріває за 1 рік.

## Середовище проживання
Ендемік штатів Орегон (лише на південному заході) і Каліфорнія (лише на північному заході), США.
Населяє відкриті схили в хвойному лісі; росте на висотах 600–2200 м.

## Загрози
Оскільки більшість популяції Q. sadleriana охороняється в межах національних лісів, на цей вид не чиниться надзвичайного тиску; але загрози зберігаються, насамперед, збільшення й розвиток сільських і міських житлових громад. Десятиліття пожежогасіння, а також комерційні вирубки, видобуток корисних копалин та випас худоби також загрожують цілісності середовища проживання.